# Chepesch
Chepesch (babylonisch gamlu) ist ein altägyptischer mehrdeutiger Begriff, der sich aus der ägyptischen Mythologie ableitet und in der altägyptischen Astronomie, den Königstitulaturen und als Waffenbezeichnung Verwendung fand. Daneben galt das „Chepesch“ insbesondere als ein königliches Insigne, das in der Funktion als „Chepesch-Krummschwert des Königs“ beziehungsweise als „Siegeswaffe“ rituell das „Schlagen des Feindes“ symbolisierte.
Außerdem war „Chepesch“ der Name eines bisher nicht lokalisierten Ortes in der Region zwischen Assiut und Beni Hasan (13. bis 15. oberägyptischer Gau).

## Etymologie
Flinders Petrie vermutete zunächst aufgrund der Ähnlichkeit des Chepesch-Krummschwertes mit vorderasiatischen Waffen eine vom Alten Ägypten vorgenommene Namensübernahme. Im Alten Reich ist der Begriff „Chepesch“ jedoch in seiner ursprünglichen Bedeutung für das „Vorderbein des Stieres“ bereits in den Pyramidentexten bezeugt.
Wegen der Formähnlichkeit mit dem „vorderen Stierschenkel“ diente die dafür verwendete Bezeichnung „Chepesch“ seit dem Neuen Reich auch als Namensgeber für das Chepesch-Krummschwert. Der Gleichklang mit der weiteren Chepesch-Bedeutung „Kraft“ war sicherlich von ergänzender Bedeutung.

## Rolle im Mundöffnungsritual
Den ältesten etymologischen und mythologischen Bezug weist der Begriff „Chepesch“ im Zusammenhang mit dem Mundöffnungsritual zu dem dort als wiederbelebendes Werkzeug gebrauchten „Mesechtiu“ auf. Im Papyrus Jumilhac wird beschrieben, wie Horus das Vorderbein von Seth herausreißt und es anschließend in den Himmel verbannte, woraus sich wiederum der Name „Mesechtiu“ ableitete.
Der „Stierschenkel“ steht zudem mit Osiris in Verbindung, da Osiris möglicherweise von Seth in der Gestalt des Himmelsstieres mit seinem Vorderschenkel als „Waffe des Seth“ ermordet wurde. Aus dieser mythologischen Verbindung ergibt sich die Deutung, dass der „Stierschenkel“ sowohl „neues Leben“ als auch „Tod“ für den Empfänger symbolisierte.

## Altägyptische Astronomie

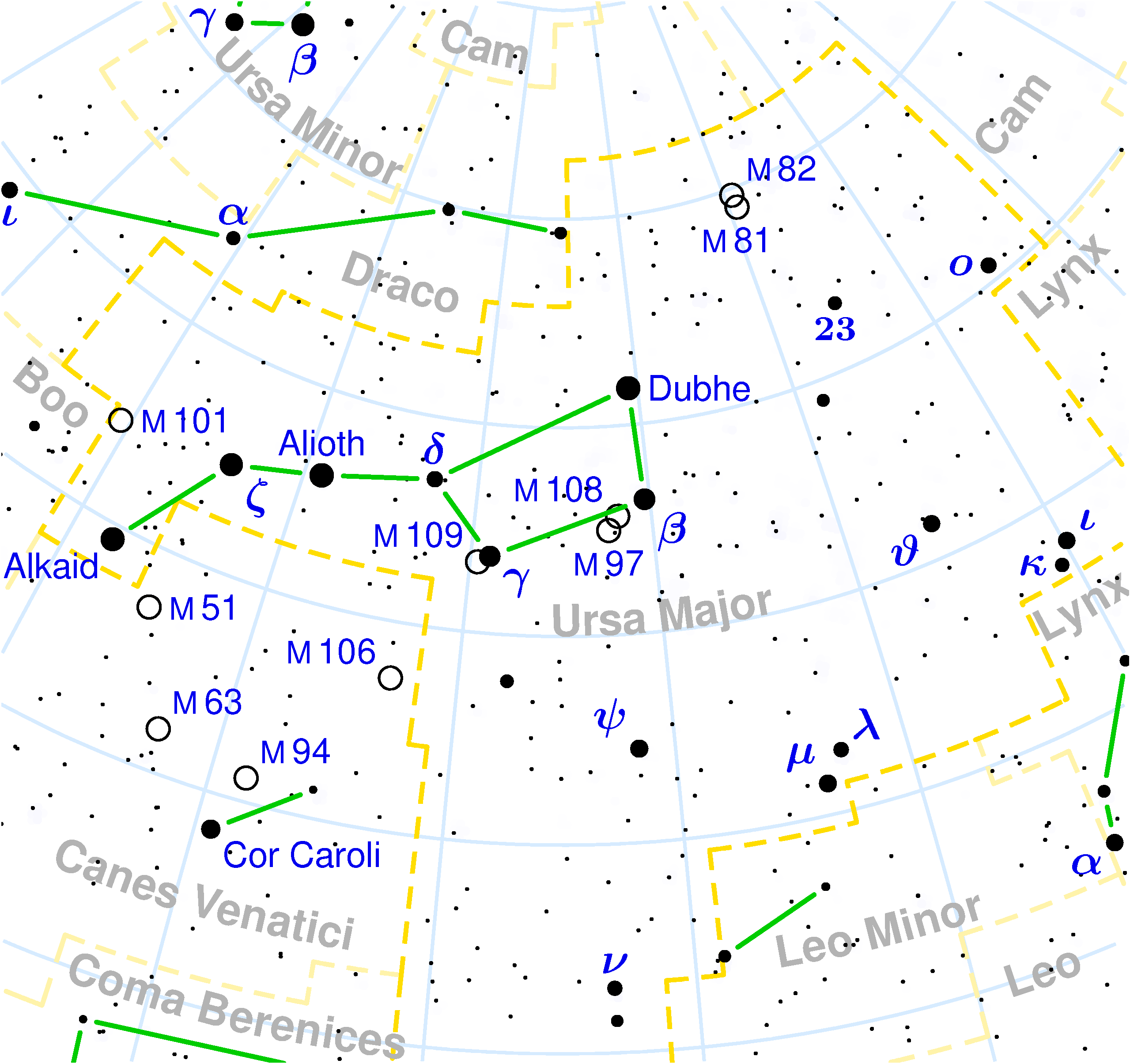
Mesechtiu und Chepesch als Sternbild Großer Bär.

In der altägyptischen Astronomie ist der Zusammenhang des Begriffes Chepesch als „vorderer Stierschenkel“ bereits im Alten Reich mit der Sternbildgottheit Mesechtiu verbunden. Die weiteren Titel des Mesechtiu lauten: „Er ist der, der den Untergang nicht kennt“ und „Der Unvergängliche“. Sie verweisen auf seine mythologisch-astronomische Rolle, da ab dem Alten Reich der astronomische Umstand eintrat, dass das Sternbild des Seth als einzige Konstellation des Himmels nicht unterging.
Der König sah sich im frühen Alten Reich als Verkörperung des von Horus und Seth personifizierten Königtums. Mit Beginn der 4. Dynastie übernahmen im Verbund mit Mesechtiu diverse Himmelsgottheiten die Rolle des Boten und Vorbereiters für den Himmelsaufstieg des Königs:

„Siehe, der König steigt auf, siehe der König kommt. Er kommt aber nicht von selbst. Eure Boten sind es, die ihn gebracht haben, das Wort des Gottes hat ihn aufsteigen lassen.“

In der neuägyptischen Sprache fällt die seit der 18. Dynastie des Neuen Reiches teilweise hieroglyphisch-veränderte Schreibung in Verbindung mit dem altägyptischen Totenbuch auf; beispielsweise wurde der ursprüngliche Name der Gottheit „Mesechtiu (Stierschenkel) im nördlichen Himmel“ durch die Variante „Chepesch (Stierschenkel) des nördlichen Himmels“ ersetzt.

## Göttliches und königliches Insigne
Das Chepesch-Krummschwert wird zum ersten Mal um 1550 v. Chr. am Ende der 17. Dynastie im Siegesbericht des Kamose genannt, wo dem als „Sohn des Amun“ bezeichneten König das Schwert nach seinen erfolgreichen Feldzügen gegen die Hyksos übergeben wird. Die bislang erstmals im Alten Ägypten belegte Darstellung des Chepesch wurde für Thutmosis III. in Messerform nachgewiesen. Das Chepesch-Krummschwert ist unter anderem auf Stelen bezeugt, auf denen Amun die Waffe dem König überreicht. In seiner Eigenschaft als „göttliche Waffe von Ägypten“ galt das Chepesch-Krummschwert daher als Insigne, dessen damit verbundener königlich-symbolischer Gebrauch öfter beschrieben wurde:

„Es wurde dem König aufgetragen, die Länder niederzutreten, sie zu unterwerfen, sie zu vertreiben für Ägypten. Month und Seth sind bei ihm (dem König) in jedem Gefecht. Anat und Astarte sind ein Schild für ihn, während Amun seine Aussage bestimmt. Er zieht sich nicht zurück, wenn er das Krummschwert von Ägypten oben auf die Setet-Asiaten bringt.“

## Das Chepesch als Waffe

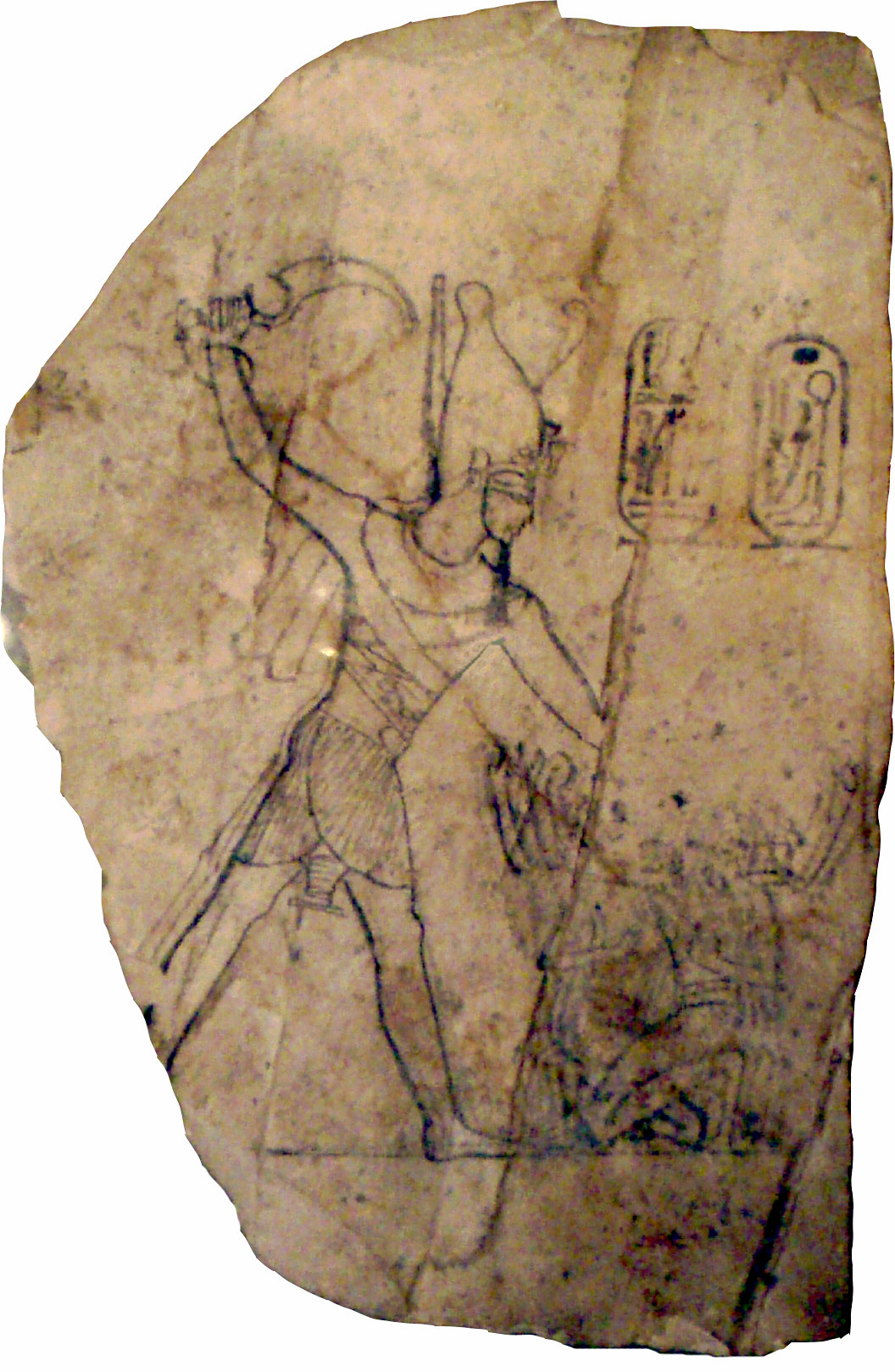
Ramses IV. mit Chepesch circa 1156-1150 B.C.

### Vorläufer
| U1 |

| U1 |

| T16 |

| T16 |

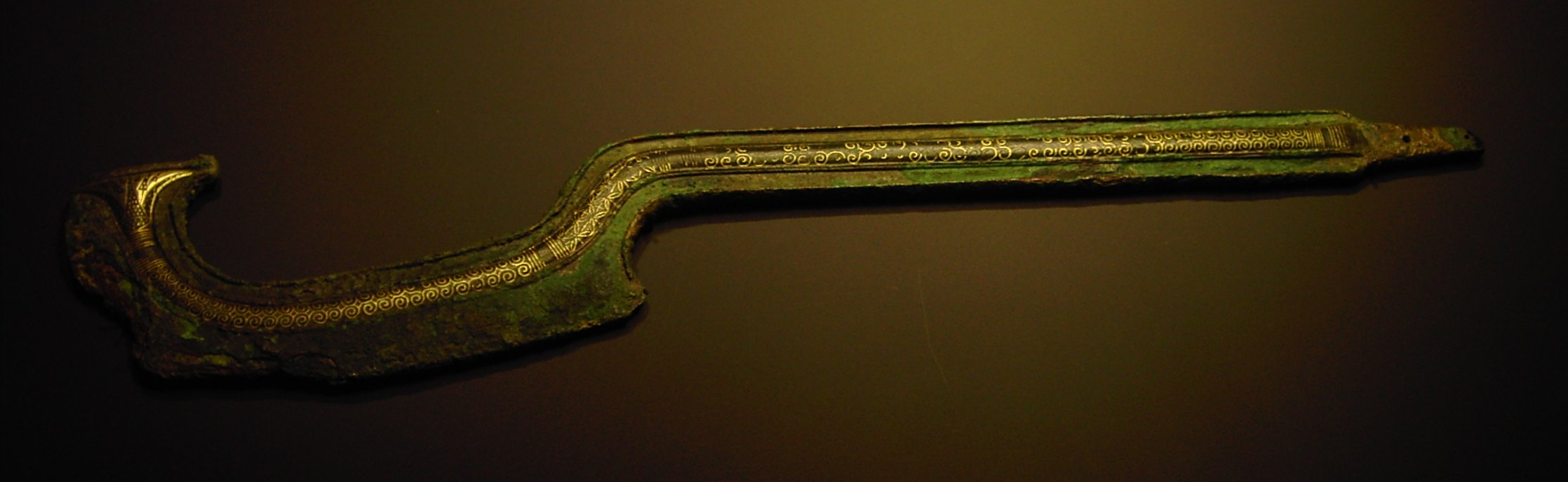
Sichelschwert aus Sichem (Nablus) mit Einlagen aus Elektron (um 1750 v. Chr.)

Die Schwerter aus den Königsgräbern von Byblos zählen vielleicht zu den ältesten Sichelschwertern. Typologisch dürfte sich das Sichelschwert aus dem mesopotamischen Krummholz und den vorderasiatischen Beiklingen entwickelt haben. Ein vergleichbares Schwert stammt aus Sichem und ist auch reich dekoriert. Die wertvolle Verzierung dieser frühen Exemplare deutet an, dass es sich um eine Elitewaffe handelte. Ähnliche Schwerter kommen vereinzelt in den hyksoszeitlichen Gräbern von Tell el-Dab'a vor.

### Belege und Form

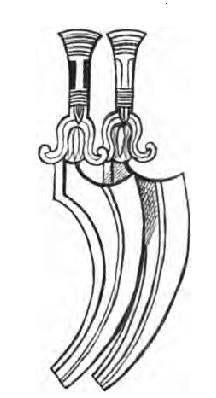
„Chepesch-Arm“

Chepesch, englisch khopes, khepesh, französisch khépesh, als Waffentypus ist in etlichen Variationen und international unter zahlreichen Bezeichnungen bekannt. Die meisten Fundstücke bestehen aus Bronze, Chepesch aus Kupfer oder Eisen sind eher selten. Die zeitliche Abfolge der Entwicklungsformen entstand regional unterschiedlich und hat teilweise Parallelen und Übergänge mit anderen Völkern und deren Kulturen. Dadurch ist die waffengeschichtliche Zuordnung lückenhaft und stützt sich weitgehend auf Fundorte und Formenvergleiche. Der Genus zur Waffe wird im Sprache und Literatur je nach Kontext (das Chepeschschwert, der Chepeschsäbel, die Chepeschsichel) wechselnd angewandt.  
Hans Bonnet bemerkte 1925, dass die für das altägyptische Chepesch öfter benutzte Einordnung als „Sichelschwert“ ungeeignet sei. Die einseitig geschliffene Klinge nimmt zwar kurz hinter dem Griff eine sichelähnliche Form an, jedoch kann das Chepesch typologisch nicht mit den Sichelschwertvorläufern gleichgesetzt werden. Die in der Ägyptologie vorgenommene Klassifizierung als „Krummschwert“, daneben auch als „Scimitarschwert“ („Krummsäbel, Säbelschwert“) erfolgte auf Basis der altägyptisch-innovativen Weiterentwicklung des Sichelschwertes.
Das altägyptische Chepesch fällt insbesondere durch einen stark veränderten Waffenstil auf: Der Griffbereich, einschließlich seiner Verlängerung bis zu der Klinge, hatte im Verhältnis zu der Chepesch-Waffe eine Größe von etwa einem Drittel, während der Klingenbereich etwa zwei Drittel ausmachte. Die Schärfe des Chepesch war gegenüber einem Sichelschwert konvex statt konkav gewölbt. Zudem besaß das Chepesch eine dem Säbel gleichende Schneide. Die keilförmige Klinge verbreiterte sich erheblich und funktionierte ähnlich einer langen dünnen Axt. Eine Chepesch-Krummschwertvariante mit ihrer säbelähnlichen Klinge konnte auch als Stichwaffe eingesetzt werden. Abwandlungen, die vermutlich als Wurfwaffe genutzt wurden, sind mit den Bezeichnungen Skiop, oder Khap bekannt und als eiserne Fundstücke gesichert.
Ikonografisch ist die „Chepesch-Waffe“ seit dem Neuen Reich als Ausrüstung von Fußsoldaten des Königs in Ägypten bezeugt. Es gibt unter anderem zahlreiche Abbildungen auf Tempelwänden. Das altägyptische Chepesch-Krummschwert war im Durchschnitt etwa 50–60 cm lang. Der Griff von etwa 12 cm Länge endete an einer vorstehenden Abschnittskante, die die Hand des Chepesch-Trägers vor den Angriffen anderer Personen schützen sollte. Als Fundstück ist das Chepesch aufgrund seiner Klingenform leicht zu erkennen und zu bestimmen.